# Іванов Олександр Олександрович (винороб)
Олександр Олександрович Іванов (рос. Александр Александрович Иванов; нар. 27 липня 1870, Сімферополь — пом. 8 жовтня 1946, Сімферополь) — російський виноградар-винороб.

## Біографія
Народився 27 липня 1870 року в Сімферополі. У 1893 році закінчив природничий факультет Петербурзького університету, потім Вищі курси по виноградарству і виноробству при Нікітському ботанічному саду. У 1897—1908 роках працював в маєтку «Новий Світ» разом з Л. С. Голіциним над створенням російського шампанського. У 1900 році, в якості експерта, брав участь на Всесвітній виставці вин в Парижі. Викладач, завідувач училищем виноробства в Туапсе. З 1920 року — старший фахівець з виноградарства і виноробства в Наркомземі Криму. Приділяв велику увагу питанням ампелографії, освоєння під виноградники степових районів Криму, виділенню сировинних зон для виробства Советского шампанского. З 1944 року — старший науковий співробітник Всесоюзного науково-дослідного інституту виноробства і виноградарства «Магарач», викладач ампелографії в Кримському сільськогосподарському інституті.
Помер в Сімферополі 8 жовтня 1946 року.

## Наукова діяльність
Описав понад 80 аборигенних сортів винограду (Екім Кара, Сары Пандас і інші), на основі яких створені унікальні десертні вина Криму: Чорний доктор і Сонячна долина. Автор 16 друкованих робіт по виноградарству і виноробству, в тому числі 2-х монографій. Зокрема:
- Получение виннокислых соединений. — М. — Л., 1933;
- Крымские аборигенные сорта винограда. — Симферополь, 1947.